# Kolymocyba
Kolymocyba là một chi nhện trong họ Linyphiidae.